# Sibel
Pour les articles homonymes, voir Sibel (homonymie).
Ne doit pas être confondu avec Siebel.
Sibel est un prénom féminin d'origine turque, dérivé de la déesse phrygienne. 

## Personnalités portant ce prénom
- Pour l'ensemble des articles sur les personnes portant ce prénom, consulter :
  - la liste des articles dont le titre commence par ce prénom
  - les listes produites par Wikidata : Liste des personnes de prénom « Sibel » — même liste en incluant les éventuels prénoms composés qui contiennent « Sibel ».